# Manulea silenoides
Manulea silenoides är en flenörtsväxtart som beskrevs av Ernst Meyer och George Bentham. Manulea silenoides ingår i släktet Manulea och familjen flenörtsväxter. Inga underarter finns listade i Catalogue of Life.